# 朱又煥
朱又焕（1587年—1644年），字予文，號北泰，福建泉州府惠安县民籍，莆田县人。明朝政治人物。

## 生平
年十三补弟子员，天啓元年（1621年）辛酉科福建鄉試舉人，二年（1622年）壬戌科進士，初授金华府推官，四年甲子应天同考，崇祯元年（1628年）考选，三年擢户科给事中。崇祯七年奉旨册封江西益藩，遂上疏乞终养归。八年升浙江副使，九年升广东参政，十一年终养归。十三年起广东右参政。著有《户垣谏草》四卷。

## 家族
曾祖朱昭，字用晦（或作养晦），號归师，后改抱拙，以子一龙贵，赠广西按察司副使。伯祖朱一龙，嘉靖二十九年庚戌进士，累官江西左参政。祖朱一凤。父朱和，字爰介，號萃台，以子又焕贵，封徵仕郎金华府推官，赠户科给事中。